# Koi jezik
Koi jezik (kohi, koi bo’o, koyi, koyu, koyu bo’; ISO 639-3: kkt), sinotibetski jezik zapadne podskupine kirantskih jezika, kojim govori 2 640 ljudi (2001 popis) u nepalskoj zoni Sagarmatha, u dva sela u distriktu Khotang.
Ima dva dijalekta, sungdel i behere. Govornici se služe i nepalskim [nep].

## Vanjske poveznice
- Ethnologue (14th)
- Ethnologue (15th)